# Fabrizio Zanotti
Fabrizio Zanotti (Ivrea, 4 settembre 1969) è un cantautore e musicista italiano.

## Biografia
La sua carriera musicale inizia negli anni novanta spostandosi nel tempo dal folk-rock di Fabry & Banny e Stazione Marconi a quella autorale, avvicinandosi sempre più alle questioni sociali: in particolare ai temi della libertà e dell'immigrazione.
Nel 2003 con il duo Foce Carmosina realizza un progetto di musica e cinema sul film Sacco e Vanzetti di Giuliano Montaldo creando un nuovo format: il cineconcerto. Da questo spettacolo viene realizzato, con la collaborazione dello stesso Montaldo, un dvd distribuito in allegato al quotidiano L'Unità.
Partecipa al IX Festival Internacional de Derechos Humanos di Buenos Aires.
Nel 2005 sempre con il nome di Foce Carmosina scrive Poco di Buono, canzone dedicata alla resistenza ed al sabotaggio del ponte ferroviario di Ivrea. Nel 2006 Claudio Lolli inserirà questo brano nell'album La scoperta dell'America, è l'unica canzone non scritta da lui cantata dal cantautore bolognese nella sua lunga carriera. Poco di Buono viene anche reinterpretata dal gruppo Gang nel loro lavoro La rossa primavera.
Nel 2007 esce con l'etichetta discografica Storie di Note il suo primo disco solista Il ragno nella stanza, invitato alla International Cooperation for Memory di Srebrenica.
Nel novembre 2010 l'uscita del secondo album Pensieri corti a sostegno di LIBERA. Associazioni, nomi e numeri contro le mafie. Il 4 gennaio 2011 vince la prima edizione del Concorso Musicale Nazionale Giuseppe Moretti indetto da Dacia Maraini.
Nel giugno 2012 viene pubblicato l'album dal vivo Sarò libero! registrato al Teatro Giacosa di Ivrea durante il concerto del 24 aprile 2012. Al suo fianco un ricco organico di musicisti tra cui il quartetto d'archi Ensemble Lorenzo Perosi ed il chitarrista genovese Matteo Nahum, che ha curato gli arrangiamenti per archi di alcune canzoni del cantautore.
Zanotti si è avvalso della collaborazione del Coro Bajolese, storico portavoce musicale della Resistenza, per cantare l'attesissima e mai pubblicata prima Poco di buono. Nell'album sono presenti stralci inediti del discorso di Piero Calamandrei pronunciato ad Ivrea il 4 aprile 1954.
Nel 2013 Zanotti si fa conoscere tra la Germania e la Svizzera con Canzoni d'amore e libertà, una sintesi del suo percorso artistico. Suona a Friburgo in Brisgovia, Stoccarda, Villingen-Schwenningen, Sciaffusa, Kreuzlingen.
Nel maggio 2014 incontra Konstantin Wecker, tra i due nasce subito una forte intesa e il 28 giugno 2014 Zanotti è ospite di Wecker al Revierpark Wischlingen di Dortmund. Tra i brani scelti per il concerto, Se non ora quando? e Il mare se bagna Milano, un inno il primo, contro la rassegnazione scritto per l'omonimo movimento, il secondo, invece, racchiude le suggestioni e le immagini dell'Argentina del Campionato mondiale di calcio 1978, durante la dittatura di Videla.
A dicembre 2014 è uscito il nuovo Ep Dieci dita, ispirato all'impresa Keep Brave di Paola Gianotti, rientrata dal suo giro del mondo in bicicletta il 30 novembre 2014, vittoriosa del nuovo Guinness dei primati.
Del singolo "Dieci dita" è stato realizzato il videoclip e la versione in spagnolo Va y Viene.
Il 23 aprile 2015 al Teatro Dal Verme di Milano, riceve il Premio Ponti di Memoria per l'impegno civile, promosso dall'Associazione Arci Ponti di memoria, dal Mei - Meeting delle etichette indipendenti, con il patrocinio dell'assessorato alla cultura del Comune di Milano.
Nel febbraio 2017 pubblica il videoclip del singolo La bestia girato nelle saline del tavoliere di Puglia. Il brano fa parte dal suo nuovo lavoro Luna nuova (album) prodotto da Fabrizio Cit Chiapello al Transeuropa Studio di Torino. A febbraio 2018, l'album viene pubblicato in edizione speciale con la copertina disegnata da Ugo Nespolo e la bonus track "Rebus" prodotta da Enrico Caruso al Goodfellastudio di Vercelli.
Il 25 aprile 2018 apre la manifestazione nazionale organizzata dall'Anpi in piazza Duomo a Milano per la festa della Liberazione. A marzo 2019 inizia la collaborazione con il musicista statunitense Ken Stringfellow (ex R.E.M., The Posies, Big Star), realizzando un minitour di concerti unplugged nel Nord Italia. In repertorio brani di Neil Young, Leonard Cohen, Simon & Garfunel, Bill Withers, oltre a canzoni di sua composizione come Cinnamon eyes e Lost in Germany.
In occasione del 75º anniversario della Liberazione 2020, pubblica una rivisitazione di Bella ciao Bella ciao, realizzando il videoclip con le immagini del film Le quattro giornate di Napoli di Nanni Loy.
Inoltre, per il flashmob nazionale #bellaciaoinognicasa, organizzato dall'Anpi, canta Bella ciao in diretta streaming con gli abitanti della cittadina tedesca di Bamberga.
Seguendo l'ispirazione del momento, durante il primo lockdown del 2020, il cantautore produce due instant song: L'Italia che si muove e La vita va avanti. Di quest'ultima realizza il videoclip, girato tra le mura di casa
Il 4 dicembre 2020 pubblica il singolo Oxy bar, una critica all'inquinamento dell'aria e a un'economia che vorrebbe venderla, come fa con qualsiasi altra merce. 
Il brano prende ispirazione dagli oxygen bar di Nuova Delhi in cui le persone possono entrare e consumare aria pura aromatizzata alle essenze. Un cocktail di ossigeno, ma non alla portata di tutti.
Il videoclip è stato girato durante il lockdown in Valchiusella, una piccola valle del Piemonte, dove una serie di personaggi improbabili si ritrovano a consumare cocktail di ossigeno, in un oxygen bar in riva al fiume.
Il secondo singolo Serra Morena, pubblicato il 4 dicembre 2022, è stato girato interamente nell'anfiteatro morenico di Ivrea. Serra Morena è diventata una nuova etichetta di erbaluce, prodotto dalla Cantina della Serra, una delle prime cooperative, fondata da Adriano Olivetti nel 1953.
Nel 2023, Fabrizio Zanotti produce, in collaborazione con la giornalista e antropologa Vanessa Vidano, il podcast D'Artagnan - Eroi comuni che fanno la storia , con il patrocinio e la collaborazione dell'ANPI nazionale e della FIAP. Il podcast, composto da 7 episodi e pubblicato sulle principali piattaforme di streaming il 24 dicembre 2023, narra gli eventi accaduti a Ivrea nel dicembre 1944, durante la Resistenza. Il racconto si concentra sulla figura del partigiano Amos Messori, noto come D'Artagnan, che al seguito del capitano Alimiro e del Battaglione Fratelli Rosselli, compie un'azione di sabotaggio decisiva interrompendo le linee di rifornimento nazi-fasciste, salvando così la città dal bombardamento alleato. Dal podcast è stato poi sviluppato un live podcast intitolato «D'Artagnan - Eroi comuni che fanno la storia».
Nel 2024, pubblica il podcast  Ne valeva la pena, realizzato anch'esso in collaborazione con Vanessa Vidano e con il contributo della Fondazione Aldo Aniasi. Il podcast, suddiviso in 6 episodi, è stato presentato il 1° ottobre 2024 alla Camera dei Deputati e alla Casa della memoria e della storia di Roma, insieme alla riedizione dell'omonimo libro scritto da Aldo Aniasi.

## Discografia

### Album
Come Fabry & Banny
- 1996 – Country Party (F&B)

Con Stazione Marconi
- 2000 – Viaggiatori (F&B)

Solista
- 2007 – Il ragno nella stanza (Storie di Note)
- 2010 – Pensieri corti (Storie di Note)
- 2012 – Sarò libero! (Fabrika Musika/Primigenia)
- 2018 – Luna nuova (album) (Fabrika Musika)

### Ep
- 2014 – Dieci dita (Fabrika Musika)

### Raccolte
- 2002 – Tavagnasco Rock

### Opere audio/video
- 2004 – Sacco e Vanzetti, canzoni d'amore e libertà (l'Unità)
- 2007 – Il mare sul muro (Red Rhino Productions)[26]

## Podcast
- 2023 – D'Artagnan - Eroi comuni che fanno la storia (Fabrika Production)
- 2024 – Ne valeva la pena (Fabrika Production)